# Hospital Adventista Silvestre
O Hospital Adventista Silvestre é uma Entidade filantrópica sendo integrante das instituições de saúde da Igreja Adventista do Sétimo Dia. Está localizado na Ladeira dos Guararapes, Bairro Cosme Velho, cidade do Rio de Janeiro - Rio de Janeiro.

## História
O Hospital Adventista Silvestre foi fundado em 1942, tendo como base os mesmos princípios que norteiam os mais de 740 hospitais que compõem a Rede Adventista de Saúde espalhadas nos cinco continentes.

## Instalações
Além do Hospital Geral, o HAS dispõe de Rede de Saúde na Cidade do Rio de Janeiro denominada de Rede Adventista Silvestre de Saúde formada pelos Centros Médicos, Unidades de Medicina Diagnóstica e Unidades Laboratoriais de Análises Clínicas e Patológicas. Oferece atendimento diversas especialidades médicas.

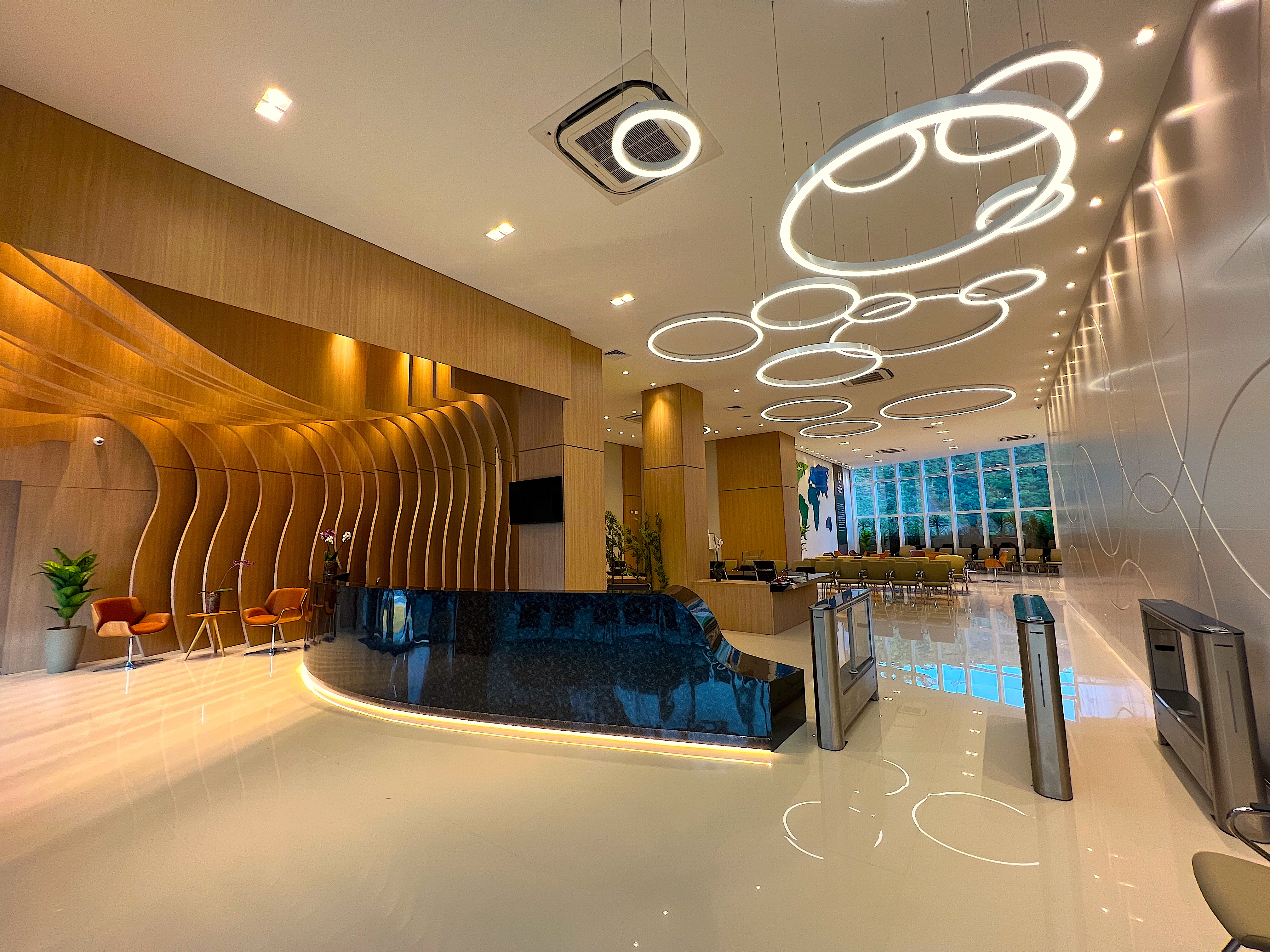

## Assistência Social
O Hospital Adventista Silvestre, sendo uma instituição da Igreja Adventista do Sétimo Dia, no modelo das demais instituições ligadas a Igreja, promove programas de ação social, ou seja, programas direcionados a grupos desfavorecidos socialmente, de forma gratuita.
Entre os programas sociais destacam-se:

### Educação Profissional
O Hospital oferece curso gratuito, anualmente, de capacitação de profissionais da área da saúde, para isso a instituição mantem uma escola técnica. Por ano a escola forma, em média, 30 profissionais, técnicos em enfermagem.

### Responsabilidade Social
Este programa atua em sete frentes:

#### 3º Centros Médicos Solidários
Neste programa são oferecidas aos moradores de regiões sem postos de saúde, palestras além de receberem atendimento voltado para mulheres e crianças, tais como: consultas com dentistas, clínico geral e quando necessário, os moradores inscritos são encaminhados para procedimentos cirúrgicos.

#### 4º Projetos Sócio-Educacionais
Criação de hortas comunitárias, um projeto que une fitoterapia com cozinha experimental e com o reaproveitamento de alimentos, programas para a saúde da mulher e do homem e um específico para o combate ao tabagismo.

#### 5º Projetos Sócio-Ambientais
Neste programa são incentivados nas comunidades atendidas a coleta e reciclagem de lixo.

#### 7º Proaja (Programa de Atenção ao Jovem Adolescente
Este programa contempla jovens com idades entre 12 e 17 anos e oferece iniciação profissional, música, artes, educação sexual na Unidade Casarão, em Santa Teresa. Nas comunidades vizinhas, Guararapes, Cerro Corá e Vila Cândido (Centros Médicos Solidários), a equipe coordenada pelo Dr. Virgílio, a partir de visitas domiciliares e de trabalho de acompanhamento, é responsável pela orientação em relação a curativos e ao uso de medicamentos. Além de atenção e acompanhamento de hipertensão e de diabetes, as duas doenças de maior incidência na região, segundo levantamento dos profissionais do Hospital